# Чжу Чжу
Чжу Чжу (англ. Zhu Zhu, кит. 朱珠, пиньинь Zhū Zhū, палл. Чжу Чжу), род. 19 июля 1984, Пекин) — китайская актриса, певица и телеведущая. Она стала известной будучи виджеем на MTV China.

## Ранняя жизнь и образование
Чжу Чжу родилась в семье военных 19 июля 1984 года в Пекине, а её родовой дом находится в Линьхае, Чжэцзян. Она является дочерью Чжу Ханьбиня (кит. трад. 朱漢斌, упр. 朱汉斌, пиньинь Zhū Hanbin), китайского бизнесмена, её дедушка Чжу Сюйчжи (кит. трад. 朱虛之, упр. 朱虚之, пиньинь Zhū Xūzhī, 1912—2000) был генерал-майором народно-освободительной армии Китая.
Чжу начала учиться игре на фортепиано в возрасте трёх лет. Учась в младшей школе, она исполнила роль в спектакле «Красавица и Чудовище» на английском языке.
Чжу окончила Университет технологии и бизнеса в Пекине, где специализировалась в области электроники и информационной технологии.

## Личная жизнь
Чжу встречалась с предпринимателем Лапо Элканном в мае 2012 года; они расстались в 2013 году. 

## Фильмография
| Год       |   | Русское название   | Оригинальное название       | Роль                              |
| --------- | - | ------------------ | --------------------------- | --------------------------------- |
| 2011      | ф | Чего хотят женщины | 我知女人心                  | Яо Ву                             |
| 2012      | ф | Зов Шанхая         | Shanghai Calling            | Фан Фан                           |
| 2012      | ф | Облачный атлас     | Cloud Atlas                 | Светлана Цвиценко / Меган Сиксмит |
| 2012      | ф | Железный кулак     | The Man with the Iron Fists | Чи Чи                             |
| 2014      | ф | Старая Золушка     | 脱轨时代                    | неизвестно                        |
| 2014      | ф | Последний рейс     | 绝命航班                    | Лорейн                            |
| 2014      | ф |                    | Secret Sharer               | Ли                                |
| 2014—2016 | с | Марко Поло         | Marco Polo                  | Кокачин / Ниргуи                  |
| 2017      | ф |                    | Meido                       | Мей До                            |
| 2017      | ф |                    | Tubelight                   |                                   |
| 2017      | ф | Конец Земли 3D     | Resilient 3D                | Юэн                               |

## Альбомы
- Zhu Zhu (《朱珠》)